# تغصن بلوري

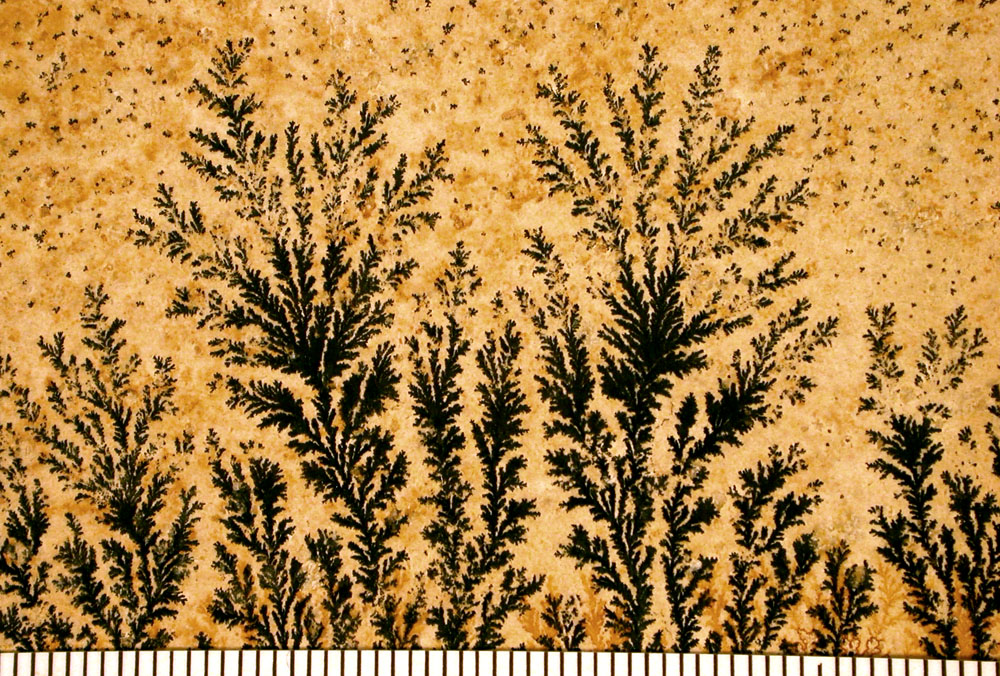
تغصن المنغنيز على سطح من الحجر الجيري

التغصّن هو نمط من نمو البلورات على شكل أغصان الشجر، ولذلك يسمى أيضاً باسم النمط المشجّر
، كما أن أنها تسمى أيضاً دندريت من اللفظ الإغريقي δενδρον (déndron) بمعنى شجرة.
إن التغصن أو التشجر البلوري شائع جداً، ومثاله تشكّل ندف الثلج والصقيع على النوافذ.

## التشعبات المعدنية
بالنسبة للمعادن فإن عملية تكوين التشعبات تشبه إلى حد كبير البلورات الأخرى، لكن حركية الارتباط تلعب دورًا أصغر بكثير. وذلك لأن الواجهة خشنة ذريًا؛ بسبب الاختلاف البسيط في البنية بين الحالة السائلة والحالة الصلبة، فإن الانتقال من الحالة السائلة إلى الحالة الصلبة يكون تدريجيًا إلى حد ما ويمكن ملاحظة بعض سماكة السطح البيني. ونتيجة لذلك فإن الطاقة السطحية سوف تصبح متناحية تقريبا. لهذا السبب لا يتوقع المرء وجود بلورات ذات أوجه كما هو الحال في الأسطح البينية الملساء ذريًا والتي لوحظت في بلورات الجزيئات الأكثر تعقيدًا.

## تجربة ناسا للجاذبية الصغرى
تجربة النمو التشعبي متساوي الحرارة (IDGE) هي تجربة تجميد لعلم المواد استخدمها الباحثون في بعثات المكوك الفضائي للتحقيق في نمو التغصنات في بيئة حيث يمكن استبعاد تأثير الجاذبية (الحمل الحراري في السائل). أشارت النتائج التجريبية إلى أنه عند التبريد الفائق المنخفض (حتى 1.3 كلفن) تكون تأثيرات الحمل الحراري مهمة بالفعل. بالمقارنة مع النمو في الجاذبية الصغرى، وجد أن سرعة الطرف أثناء النمو التغصني تحت الجاذبية الطبيعية تصل إلى عدة مرات أكبر.

## اقرأ أيضاً
- بنية بلورية